# Анимизам у Јужном Судану
Анимизам у Јужном Судану је заједнички назив за сва традиционална веровања и обичаје који практикују аутохтони народи ових простора. Свака домородачка религија је јединствена за етничку групу, али неколико њих може делити неке заједничке елементе. Веровање је део свакодневице народа Јужног Судана и повезано је са њиховим политичким и друштвеним животом и економским деловањем. Традиционална веровања у овој држави нису систематизована, па се ритуали међусобно могу веома разликовати.

## Распростирање
Анимизам, спиритуализам и традиционална веровања у Јужном Судану карактеристична су за источне делове земље. Највише припадника овиг уверења живи у вилајетима Источна Екваторија, Џонглеј и Горњи Нил. У централном делу око мочваре Суд је друга највећа концетрација анимиста док су на западу земље у Западном Бахр ел Газалу измешана традиционална веровања са хришћанством. Број анимиста у Јужном Судану износи око 3.500.000, што је једна трећина укупне популације, тачније 32,90 процената.

## Одлике

### Божанства
Концепт највишег божанства или духа, који се најчешће представља као створитељ, најчешће директно утиче на поступке нижих божанстава у хијерархији. То највише отелотворење савршенства у традиционалним религијама је веома удаљено од обичног народа, па се они најчешће окрећу нижим боговима у нади да ће њихово задовољење учинити добро целој групи. Веровање у духове предака је веома уобичајено међу свим племенима.
Народ Нуер, примера ради, нема реч која је у директној вези са богом, већ се она може односити и на највише духовно биће, на предаке и силе природе. Бог је по традиционалном веровању у директној вези са ветровима, небом, птицама и др. Динке повезују одређене упечатљиве догађаје у директну линију са божанством и њима се клањају. Нуери и Динке, али и други Нилотски народи божију вољу ни у ком случају не доводе у питање, већ се његови поступци сматрају пресудом за људске поступке.
Универзални бог Шилука је још удаљенији и недоступнији у односу на остале народе и сматра се оснивачем њиховог краљевског клана. Краљ Шилука се сматра божанством, што са друге стране, код Динка и Нуера не постоји. Сви Нилотски народи обраћају посебну пажњу на духове предака, али се од народа до народа то поимање једним делом разликује.

### Свете животиње
Стока игра важну улогу у веровањима народа Јужног Судана, нарочито Нилота. Она се жртвује боговима како би се они умилостивили. За Нуере и Динке стока је основица развоја породице и друштвеног живота, лични понос и свадбени мираз. Она се жртвује у средишту домаћинства, а тај чин изводи глава породице која се назива „бик“. Сваки мушкарац има име неког вола којим се изражава његова храброст, пожртвовање и квалитети.

### Силе природе
Од свих сила природе најпоштованија и најзаступљенија је киша. Иако Јужни Судан нема проблема са великом сушом у периоду између 1970-1990. година забележен је значајан мањак падавина што је утицало на глад и немаштину. Из тог разлога ритуали везани за дозивање кише су веома уобичајени и чести.
Разлика између природног и натприродног у традиционалним религијама није уобичајена. Духови могу имати много веће моћи од људи, али се те њихове моћи изражавају преко сила природе. Такође, верује се да неке жене и мушкарци имају моћи, које се најчешће односе на могућност да лече друге, али и да нашкоде другима. Повремено се за неке особе верује да су чаробњаци, нарочито ако групу задеси болест или нека дуга несрећа. Тада се примењује вештичарење да би се утврдило која је особа разлог свих неприлика.